# ريتشل فريند
ريتشل فريند (بالإنجليزية: Rachel Friend)‏ هي ممثلة أسترالية، ولدت في 8 يناير 1970 في أستراليا.

## وصلات خارجية
- ريتشل فريند على موقع IMDb (الإنجليزية)
- ريتشل فريند على موقع أول موفي (الإنجليزية)
- ريتشل فريند على موقع قاعدة بيانات الفيلم (الإنجليزية)
- ريتشل فريند على موقع كينوبويسك (الروسية)